# Kvalifikace na Mistrovství světa ve fotbale 1998 (UEFA) – skupina 6
Zápasy této kvalifikační skupiny na Mistrovství světa ve fotbale 1998 se konaly v letech 1996 a 1997. Ze šesti účastníků si postup na závěrečný turnaj zajistil vítěz skupiny. Druhý tým skupiny hrál buď baráž, nebo postoupil také přímo (pokud byl nejlepší v žebříčku týmů na druhých místech).

## Tabulka
| Poř. | Tým             | B  | Z  | V | R | P  | VG | IG | +/- |
| ---- | --------------- | -- | -- | - | - | -- | -- | -- | --- |
| 1    | Španělsko       | 26 | 10 | 8 | 2 | 0  | 26 | 6  | 20  |
| 2    | Jugoslávie      | 23 | 10 | 7 | 2 | 1  | 29 | 7  | 22  |
| 3    | Česko           | 16 | 10 | 5 | 1 | 4  | 16 | 6  | 10  |
| 4    | Slovensko       | 16 | 10 | 5 | 1 | 4  | 18 | 14 | 4   |
| 5    | Faerské ostrovy | 6  | 10 | 2 | 0 | 8  | 10 | 31 | -21 |
| 6    | Malta           | 0  | 10 | 0 | 0 | 10 | 2  | 37 | -35 |

## Zápasy
| 24. dubna 1996                  |        |                 |                                                                                        |
| Jugoslávie                      | 3 – 1  | Faerské ostrovy | Stadion Crvena Zvezda, Bělehrad diváci: 16 325 rozhodčí: Roland Beck (Lichtenštejnsko) |
| Savićević 3', 29' Milošević 37' | Report | J. Petersen 53' | Stadion Crvena Zvezda, Bělehrad diváci: 16 325 rozhodčí: Roland Beck (Lichtenštejnsko) |

| 2. června 1996                                                                        |        |       |                                                                                     |
| Jugoslávie                                                                            | 6 – 0  | Malta | Stadion Crvena Zvezda, Bělehrad diváci: 11 617 rozhodčí: Hermann Albrecht (Německo) |
| Milošević 2' Mijatović 39' D. Stojković 45+1' Milošević 68' (pen.) Savićević 70', 73' | Report |       | Stadion Crvena Zvezda, Bělehrad diváci: 11 617 rozhodčí: Hermann Albrecht (Německo) |

| 31. srpna 1996  |        |                           |                                                                  |
| Faerské ostrovy | 1 – 2  | Slovensko                 | Svangaskard, Toftir diváci: 1 445 rozhodčí: Terje Hauge (Norsko) |
| Müller 60'      | Report | Moravčik 13' Dubovský 88' | Svangaskard, Toftir diváci: 1 445 rozhodčí: Terje Hauge (Norsko) |

| 4. září 1996            |        |                                                                        |                                                                      |
| Faerské ostrovy         | 2 – 6  | Španělsko                                                              | Svangaskard, Toftir diváci: 4 200 rozhodčí: Philippe Leduc (Francie) |
| T. Jónsson 46' Arge 90' | Report | Luis Enrique 37' Alfonso 63', 83', 86' Johannesen 70' (vl.) Hierro 85' | Svangaskard, Toftir diváci: 4 200 rozhodčí: Philippe Leduc (Francie) |

| 18. září 1996                                                     |        |       |                                                                           |
| Česko                                                             | 6 – 0  | Malta | Na Stínadlech, Teplice diváci: 15 099 rozhodčí: Mateo Beušan (Chorvatsko) |
| Berger 11', 63' (pen.) Nedvěd 29' Kubík 77' Šmicer 83' Frýdek 86' | Report |       | Na Stínadlech, Teplice diváci: 15 099 rozhodčí: Mateo Beušan (Chorvatsko) |

| 22. září 1996                                              |        |       |                                                                        |
| Slovensko                                                  | 6 – 0  | Malta | Tehelné pole, Bratislava diváci: 2 236 rozhodčí: Giorgos Bikas (Řecko) |
| Tittel 13', 90' Šimon 15' Zeman 37' Timko 56' Dubovský 59' | Report |       | Tehelné pole, Bratislava diváci: 2 236 rozhodčí: Giorgos Bikas (Řecko) |

| 6. října 1996   |        |                                                                                             |                                                                           |
| Faerské ostrovy | 1 – 8  | Jugoslávie                                                                                  | Svangaskard, Toftir diváci: 1 017 rozhodčí: Leslie Irvine (Severní Irsko) |
| Müller 28'      | Report | Milošević 6', 37', 45' Jokanović 11', 57' Mijatović 29' Jugović 57' D. Stojković 90' (pen.) | Svangaskard, Toftir diváci: 1 017 rozhodčí: Leslie Irvine (Severní Irsko) |

| 9. října 1996 |        |           |                                                               |
| Česko         | 0 – 0  | Španělsko | Sparta, Praha diváci: 21 750 rozhodčí: Anders Frisk (Švédsko) |
|               | Report |           | Sparta, Praha diváci: 21 750 rozhodčí: Anders Frisk (Švédsko) |

| 23. října 1996                            |        |                 |                                                                                     |
| Slovensko                                 | 3 – 0  | Faerské ostrovy | Tehelné pole, Bratislava diváci: 5 442 rozhodčí: Salem Prolic (Bosna a Hercegovina) |
| Dubovský 20' Jančula 44' Šimon 57' (pen.) | Report |                 | Tehelné pole, Bratislava diváci: 5 442 rozhodčí: Salem Prolic (Bosna a Hercegovina) |

| 10. listopadu 1996 |        |       |                                                                                |
| Jugoslávie         | 1 – 0  | Česko | Stadion Crvena Zvezda, Bělehrad diváci: 46 577 rozhodčí: Dick Jol (Nizozemsko) |
| Mijatović 18'      | Report |       | Stadion Crvena Zvezda, Bělehrad diváci: 46 577 rozhodčí: Dick Jol (Nizozemsko) |

| 13. listopadu 1996                             |        |            |                                                                                              |
| Španělsko                                      | 4 – 1  | Slovensko  | Estadio Heliodoro Rodríguez López, Santa Cruz diváci: 13 500 rozhodčí: Markus Merk (Německo) |
| Pizzi 31' Amor 47' Luis Enrique 51' Hierro 62' | Report | Tittel 39' | Estadio Heliodoro Rodríguez López, Santa Cruz diváci: 13 500 rozhodčí: Markus Merk (Německo) |

| 14. prosince 1996      |        |            |                                                                                    |
| Španělsko              | 2 – 0  | Jugoslávie | Estadio Mestalla, Valencia diváci: 35 000 rozhodčí: Serge Muhmenthaler (Švýcarsko) |
| Guardiola 19' Raúl 37' | Report |            | Estadio Mestalla, Valencia diváci: 35 000 rozhodčí: Serge Muhmenthaler (Švýcarsko) |

| 18. prosince 1996 |        |                       |                                                                            |
| Malta             | 0 – 3  | Španělsko             | National Stadium, Ta'Qali diváci: 3 200 rozhodčí: Nikolai Levnikov (Rusko) |
|                   | Report | Guerrero 8', 26', 33' | National Stadium, Ta'Qali diváci: 3 200 rozhodčí: Nikolai Levnikov (Rusko) |

| 12. února 1997                           |        |       |                                                                                   |
| Španělsko                                | 4 – 0  | Malta | Estadio José Rico Pérez, Alicante diváci: 28 000 rozhodčí: Stephen Lodge (Anglie) |
| Guardiola 25' Alfonso 40', 47' Pizzi 89' | Report |       | Estadio José Rico Pérez, Alicante diváci: 28 000 rozhodčí: Stephen Lodge (Anglie) |

| 31. března 1997 |        |                        |                                                                            |
| Malta           | 0 – 2  | Slovensko              | National Stadium, Ta'Qali diváci: 4 202 rozhodčí: Marek Kowalczyk (Polsko) |
|                 | Report | Jančula 38' Tittel 90' | National Stadium, Ta'Qali diváci: 4 202 rozhodčí: Marek Kowalczyk (Polsko) |

| 2. dubna 1997 |        |                               |                                                             |
| Česko         | 1 – 2  | Jugoslávie                    | Sparta, Praha diváci: 17 137 rozhodčí: Marc Batta (Francie) |
| Bejbl 75'     | Report | Mijatović 28' Milošević 90+1' | Sparta, Praha diváci: 17 137 rozhodčí: Marc Batta (Francie) |

| 30. dubna 1997       |        |                   |                                                                                 |
| Jugoslávie           | 1 – 1  | Španělsko         | Stadion Crvena Zvezda, Bělehrad diváci: 50 000 rozhodčí: Rune Pedersen (Norsko) |
| Mijatović 87' (pen.) | Report | Hierro 19' (pen.) | Stadion Crvena Zvezda, Bělehrad diváci: 50 000 rozhodčí: Rune Pedersen (Norsko) |

| 30. dubna 1997 |        |                              |                                                                       |
| Malta          | 1 – 2  | Faerské ostrovy              | National Stadium, Ta'Qali diváci: 8 188 rozhodčí: Dani Koren (Izrael) |
| Sultana 8'     | Report | Ø. Hansen 60' T. Jónsson 89' | National Stadium, Ta'Qali diváci: 8 188 rozhodčí: Dani Koren (Izrael) |

| 8. června 1997    |        |       |                                                                                        |
| Španělsko         | 1 – 0  | Česko | Estadio Nuevo José Zorrilla, Valladolid diváci: 24 544 rozhodčí: Hugh Dallas (Skotsko) |
| Hierro 41' (pen.) | Report |       | Estadio Nuevo José Zorrilla, Valladolid diváci: 24 544 rozhodčí: Hugh Dallas (Skotsko) |

| 8. června 1997              |        |           |                                                                                   |
| Jugoslávie                  | 2 – 0  | Slovensko | Stadion Crvena Zvezda, Bělehrad diváci: 22 044 rozhodčí: Peter Mikkelsen (Dánsko) |
| Savićević 17' Mijatović 75' | Report |           | Stadion Crvena Zvezda, Bělehrad diváci: 22 044 rozhodčí: Peter Mikkelsen (Dánsko) |

| 8. června 1997       |        |              |                                                                      |
| Faerské ostrovy      | 2 – 1  | Malta        | Svangaskard, Toftir diváci: 6 400 rozhodčí: Richard O'Hanlon (Irsko) |
| Todi Jónsson 7', 42' | Report | G. Agius 48' | Svangaskard, Toftir diváci: 6 400 rozhodčí: Richard O'Hanlon (Irsko) |

| 20. srpna 1997     |        |                 |                                                                           |
| Česko              | 2 – 0  | Faerské ostrovy | Na Stinadlech, Teplice diváci: 8 322 rozhodčí: Algirdas Dubinskas (Litva) |
| Kuka 15' Kozel 26' | Report |                 | Na Stinadlech, Teplice diváci: 8 322 rozhodčí: Algirdas Dubinskas (Litva) |

| 24. srpna 1997          |        |            |                                                                            |
| Slovensko               | 2 – 1  | Česko      | Tehelné pole, Bratislava diváci: 22 500 rozhodčí: Piero Ceccarini (Itálie) |
| Jančula 45' Majoroš 55' | Report | Šmicer 15' | Tehelné pole, Bratislava diváci: 22 500 rozhodčí: Piero Ceccarini (Itálie) |

| 6. září 1997    |        |                     |                                                                      |
| Faerské ostrovy | 0 – 2  | Česko               | Svangaskard, Toftir diváci: 2 700 rozhodčí: Bernard Saules (Francie) |
|                 | Report | Šmicer 16' Kuka 33' | Svangaskard, Toftir diváci: 2 700 rozhodčí: Bernard Saules (Francie) |

| 10. září 1997 |        |                |                                                                          |
| Slovensko     | 1 – 1  | Jugoslávie     | Tehelné pole, Bratislava diváci: 23 000 rozhodčí: Anders Frisk (Švédsko) |
| Majoroš 65'   | Report | Mihajlović 80' | Tehelné pole, Bratislava diváci: 23 000 rozhodčí: Anders Frisk (Švédsko) |

| 24. září 1997 |        |                   |                                                                            |
| Slovensko     | 1 – 2  | Španělsko         | Tehelné pole, Bratislava diváci: 13 667 rozhodčí: László Vágner (Maďarsko) |
| Majoroš 75'   | Report | Kiko 47' Amor 76' | Tehelné pole, Bratislava diváci: 13 667 rozhodčí: László Vágner (Maďarsko) |

| 24. září 1997 |        |           |                                                                         |
| Malta         | 0 – 1  | Česko     | National Stadium, Ta'Qali diváci: 1 622 rozhodčí: Amand Ancion (Belgie) |
|               | Report | Bejbl 32' | National Stadium, Ta'Qali diváci: 1 622 rozhodčí: Amand Ancion (Belgie) |

| 11. října 1997                |        |                 |                                                                  |
| Španělsko                     | 3 – 1  | Faerské ostrovy | El Molinón, Gijón diváci: 25 000 rozhodčí: Jacek Granat (Polsko) |
| Luis Enrique 18', 82' Oli 28' | Report | J.Johnsson 45'  | El Molinón, Gijón diváci: 25 000 rozhodčí: Jacek Granat (Polsko) |

| 11. října 1997 |        |                                                                     |                                                                             |
| Malta          | 0 – 5  | Jugoslávie                                                          | National Stadium, Ta'Qali diváci: 1 107 rozhodčí: Dermot Gallagher (Anglie) |
|                | Report | Milošević 8' Mihajlović 24' Savićević 44' Mijatović 55' Jugović 76' | National Stadium, Ta'Qali diváci: 1 107 rozhodčí: Dermot Gallagher (Anglie) |

| 11. října 1997                   |        |           |                                                             |
| Česko                            | 3 – 0  | Slovensko | Sparta, Praha diváci: 5 428 rozhodčí: Urs Meier (Švýcarsko) |
| Šmicer 54' Siegl 70' Novotný 73' | Report |           | Sparta, Praha diváci: 5 428 rozhodčí: Urs Meier (Švýcarsko) |